# Claire Weinstein
Claire Weinstein, född 1 mars 2007 i White Plains, New York, är en amerikansk simmare.

## Karriär
I juni 2022 vid VM i Budapest var Weinstein var en del av USA:s kapplag som tog guld och satte ett nytt mästerskapsrekord på 4×200 meter frisim.